# Jane Sixsmith
Janet Theresa Sixsmith (Royal Sutton Coldfield, 5 de septiembre de 1967) es una exjugadora británica de hockey sobre césped.

## Trayectoria
Sixsmith tuvo su primera participación olímpica en Seúl 1988. Juegos Olímpicos de Barcelona 1992 derrotó a Corea del Sur, en el partido por el tercer puesto, y obtuvo la medalla de bronce.